# 6779 Перрайн
6779 Перрайн (6779 Perrine) — астероїд головного поясу, відкритий 20 лютого 1990 року.
Тіссеранів параметр щодо Юпітера — 3,615.
Названий на честь американо-аргентинського астронома Чарлза Діллона Перрайна.